# Чума в европейском искусстве

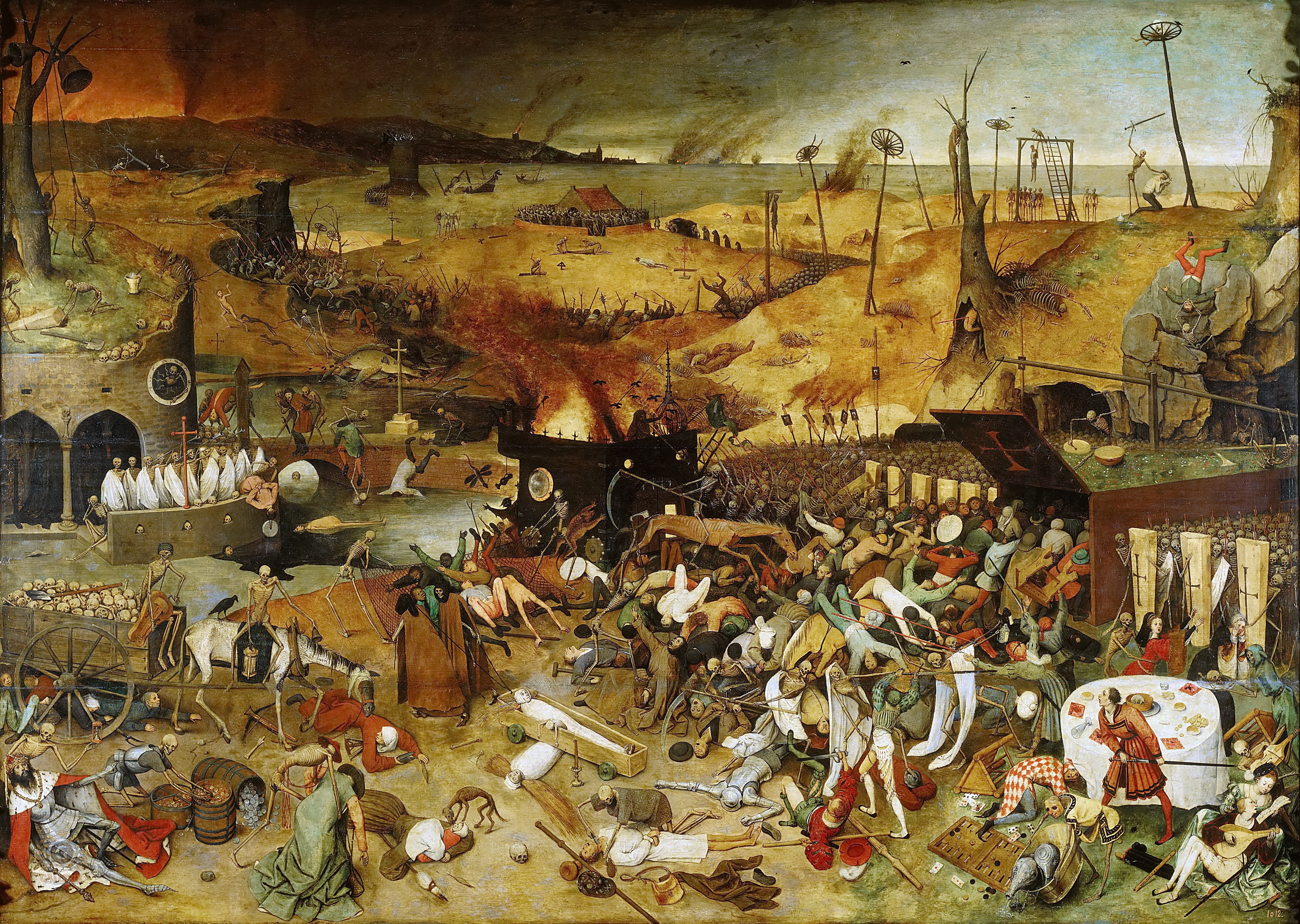
Питер Брейгель Старший, «Триумф смерти», 1562

Чума в европейском искусстве — художественное отражение темы эпидемий чумы в живописи и литературе Европы. Эпидемия чумы многократно охватывала европейские страны со времён средневековья, массовые вспышки заболевания продолжались до XVIII века. В XIV веке (1347—1352 годы) Европа была поражена пандемией чумы, которая получила название «Чёрная смерть».

Похороны жертв «чёрной смерти» в Турне. Миниатюра Пьера дю Тилта из хроники Жиля Ле Мюизи (1353)

## «Чёрная смерть»
В Европе эпидемия «Чёрной смерти» стала распространяться с 1346 года. В ноябре 1347 года чума появилась в Марселе, в январе 1348 года — в Авиньоне, охватив затем всю Францию. К 1348 году чума распространилась в Испании. К январю 1348 года — во всех крупных портах южной Европы, в том числе в Венеции, Генуе, Барселоне. В 1348 году эпидемия достигла Англии. Осенью 1348 года чума появилась в Норвегии, Шлезвиг-Голштинии, Ютландии и Далмации, в 1349 году — в Германии, в 1350 году — в Польше.
Смертность была ужасающей, не выздоравливал практически никто. Болезнь уносила где треть, а где и половину населения больших городов, а малые города порой вымирали полностью.
Медицина того времени не могла дать объяснения причин возникновения и распространения болезни, а также предложить хоть сколько-нибудь эффективное лечение. Чума воспринималась как наказание, которое ниспослал разгневанный Бог. Папа Климент VI в своём послании от 26 сентября 1348 года назвал чуму «тайным судом Божьим» и болезнью, «которой Бог поразил христианский народ за грехи его»:155.

### Клиническая картина
Современники в своих описаниях клинических симптомов чумы выделяли «непрерывную лихорадку» («febris continuae»), которой страдали заболевшие: чёрный и сухой язык, бред и бешенство, чувство тоски и боли в области сердца, ускоренное дыхание, кашель, мокроты, мутная и чёрная моча, чёрные испражнения, чёрная кровь. На этом фоне у больных появлялись «бубоны» (болезненное воспаление лимфатических узлов) и карбункулы. Трупы погибших быстро чернели и напоминали по цвету уголь, что вызывало ужас у оставшихся в живых — это дало название «чёрная смерть». Авторы также отмечали кровохарканье.

### Поведение людей

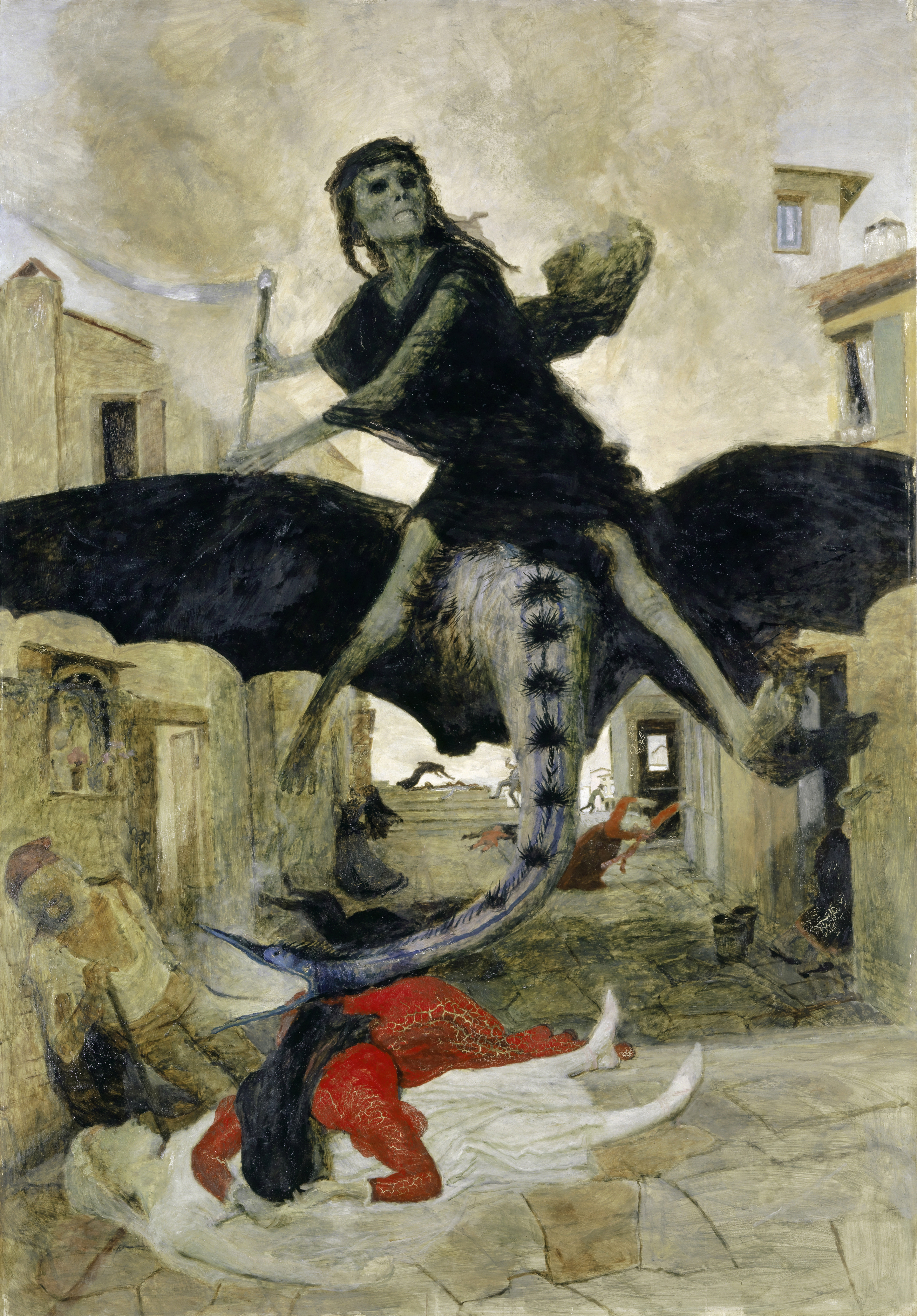
Арнольд Бёклин, «Чума», 1898

Французский историк Жан Делюмо пишет, что при появлении чумы власти и врачи обычно старались не замечать её, чтобы успокоить себя и население. По его мнению, помимо экономических причин (нежелание прерывать хозяйственную деятельность), в этом играл роль подсознательный страх перед необходимостью противостоять смертельной опасности. По словам Делюмо, люди в начале эпидемии стремились оттянуть момент признания опасности: разговоры о чуме встречались насмешками, презрением, неверием и гневом: «произнести название болезни означало сдачу последних рубежей». Однако после распространения болезни начиналась паника. Население пыталось в массовом порядке покинуть заражённый город.
В поражённых чумой городах менялся привычный уклад жизни. Делюмо приводит описание португальского монаха 1666 года:

Среди прочих житейских бедствий чума, без всякого сомнения, самое страшное и поистине жестокое. Есть все основания называть её «Злом» с большой буквы, потому что нет на Земле зла большего, чем чума, и сравниваемого с ней. Как только в каком-нибудь королевстве или республике загорается этот жестокий и неугомонный костер, население впадает в панику, городские власти бездействуют, правительство парализовано. <…>
Улицы, площади, церкви усеяны трупами, эта картина настолько ужасна, что при виде этого живые завидуют мертвым. Некогда заселенные места обезлюдели, и эта пустота сама по себе таит в себе страх и отчаяние. Нет жалости даже к друзьям, потому что жалость опасна. Уместна ли жалость, когда у всех общая доля.
В этом ужасном смешении забыты и нарушены все законы природы и любви. Все разобщены: дети и родители, мужья и жены, братья и друзья. Печально осознавать, что, расставаясь, люди вероятнее всего больше не увидят друг друга. Мужчины, утратив своё естественное мужество и не зная более какому следовать совету, словно слепцы натыкаются на каждом шагу на страх и противоречия. Женщины своими воплями и стенаниями приумножают печаль и сумятицу и требуют спасения от зла, которое никому неведомо. Дети проливают невинные слезы, потому что они чувствуют несчастье, хотя и не осознают его.

В итальянских хрониках чумы 1630 года отмечается:

Есть более отвратительное и страшное, чем нагромождение трупов, на которые постоянно натыкаются живые и которые превращают город в огромную могилу. Это взаимное недоверие и чудовищная подозрительность… Тень подозрения падает не только на соседа, друга, гостя. Такие нежные ранее имена, как супруги, отец, сын, брат, стали теперь причиной страха. Ужасно и неприлично сказать, но обеденный стол и супружеское ложе стали считаться ловушками, таящими в себе яд.

Страх перед чумой проявлялся в уничтожении кошек и собак, преследовании нищих и евреев.
Жан Делюмо пишет, что страх вызывал неадекватное поведение людей, которые стремились забыться в весельи и опьянении или, напротив, впадали в отчаяние. В «Декамероне» (1352—1354) итальянского писателя Джованни Боккаччо, пережившего чуму, говорится, что для некоторых людей были характерны «открытое злоупотребление вином и развлечениями, дебоши и песни на улицах, всевозможное удовлетворение страсти, смех и шутки по поводу самых прискорбных событий». Английский писатель Даниель Дефо в историческом романе «Дневник чумного года» (1722), описывая чуму в Лондоне 1665 года, пишет, что «в городе происходили всевозможные преступления, скандалы и эксцессы». Во время марсельской чумы 1720 года «среди населения наблюдались всеобщие излишества, лихорадочная распущенность и ужасающее растление». С другой стороны, отмечались случаи, когда люди кончали жизнь самоубийством, сами ложились в могилы. Так, Делюмо цитирует лекаря из испанской Малаги: «Эта зараза вызвала небывалые ужасы. Одна женщина заживо погребла себя, чтобы не умирать вместе со скотом. Мужчина, похоронив свою дочь, сколотил себе гроб и лег в него рядом с гробом дочери…».

## Отражение в искусстве

### Чумные сочинения
Ученые и врачи не оставались равнодушными происходящему, и в средневековой литературе появилась самостоятельная, обширная область «чумных сочинений». Одним из первых был трактат «Compendium de Epidemia, per Collegium facultatis medicorum Parisiis ordinatum», относящийся к 1348 г., т. е. к начальному периоду «Черной смерти»..
Из многочисленной литературы того времени следует отметить сочинение Яна Черни, которое на много веков пережило автора. «Сочинение о моровых болезнях и о том, как люди должны вести себя перед ними и во время их», созданное Яном Черни, в течение 137 лет переиздавалось десять раз.
Из чумных сочинений мы можем почерпнуть немало интересного о санитарных условиях в городах того времени. И вместе с автором одного из них, Кржиштяном из Прахатиц, можем воскликнуть: «О, как подобало бы город чистым иметь от смрадов… от гниющей падали, висельников на виселицах и грязных пивных!» Или судить об уровне гигиены жилищ по тому, что в сочинении приведен рецепт на случай, «если кому крыса лицо щипнет или омочит».

### Живопись

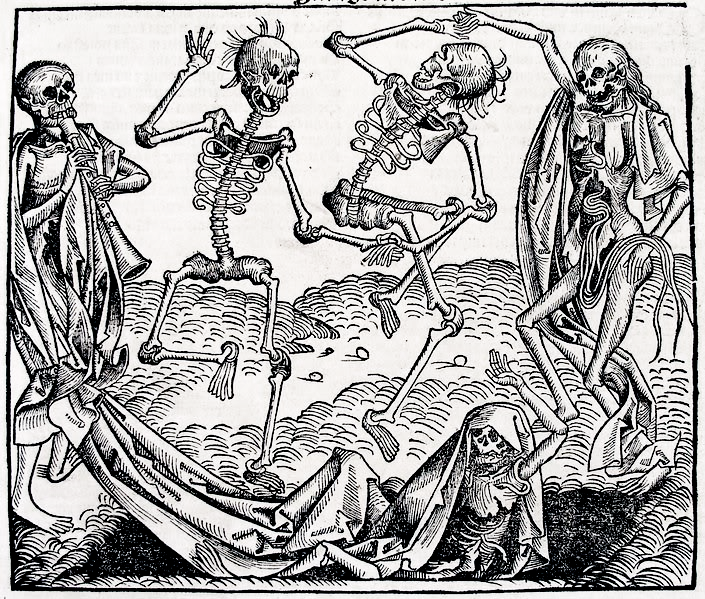
Михаэль Вольгемут, «Пляска Смерти», 1493

Историк Жан Делюмо пишет, что «Чёрная смерть» и дальнейшие эпидемии повернули европейское искусство «к жестокости, страданию, садизму, безумию и мракобесию». Страх перед чумой нашёл отражение в сюжетах «Плясок Смерти», «Триумфа Смерти», «Трёх мёртвых и трёх живых». Ещё одним отголоском чумы является сюжет «Смерть, играющая в шахматы», распространённый в живописи Северной Европы.
Историк и специалист по искусству позднего средневековья Миллард Мисс писал, что «Чёрная смерть» была «культурным событием» в сфере религиозной живописи:125.
По словам Делюмо, получил распространение сюжет, где образ чумы представлен в виде стрел, поражающих людей. Так, на фреске Беноццо Гоццоли в Сан-Джиминьяно (1464) изображён Бог-отец, который, несмотря на просьбы Христа и Марии, мечет отравленную стрелу на город. Диптих Мартина Шаффнера (1510—1514) изображает ангелов, которые стреляют в грешников, молящих о пощаде; а Христос по просьбе святых — защитников от чумы жестом защищает город и стрелы не попадают в него. На фреске в римской церкви Сан-Пьетро-ин-Винколи скелет крылатого демона пускает стрелу в жителей города:126.
В иконографии, как считает Делюмо, отмечались внезапность и скоротечность болезни. Голландские гравюры из музея Ван Столька в Роттердаме изображают похороны, на которых падают люди, несущие гроб.

### «Пляска смерти»

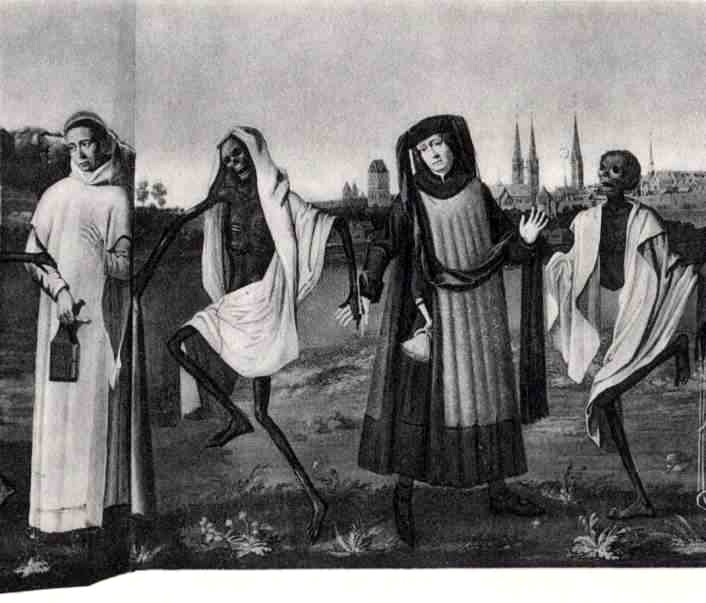
Бернт Нотке. Фрагмент любекской «Пляски смерти» в Мариенкирхе (1463). Довоенная фотография, позднее Мариенкирхе разрушена британскими бомбардировщиками 28—29 марта 1942 года

С эпидемиями чумы связан традиционный жанр европейской средневековой иконографии — «Пляска смерти», иконографический сюжет, представляющий танец скелетов, со стихотворным комментарием. М. Реутов относит возникновение жанра «Пляски смерти» к середине XIV века, когда вюрцбургский доминиканец в Центральной Германии примерно в 1350 году создал текст, где на иллюстрации 24 персонажа пляшут на ночном кладбище. По словам Реутова, вюрцбургская «Пляска смерти», имея сложное происхождение, возникла как реакция на эпидемию чумы 1348 года. В последующих столетиях также прослеживалась связь «Пляски смерти» и чумы.
С чумой связана также любекская «Пляска смерти» 1463 года, когда болезнь поразила север Германии. Немецкий художник Бернт Нотке изобразил «Пляску смерти» в Мариенкирхе.